# En kvest for den hellige gral
En kvest for den hellige gral (лишняя l делает норвежское helige — «святой» — похожим на английское hell — «ад»; «В поисках хельского Грааля») — четвёртый студийный альбом норвежской фолк-метал-группы Trollfest.

## Об альбоме
Trollfest сделали упор на ближневосточную, арабско-еврейскую мелодику, а в отдельных треках и на испанскую и югославянскую. Однако этот подход не сочетается ни с концепцией группы, ни с обложкой, ни с названием альбома.

## Список композиций
| №   | Название                   | Длительность |
| --- | -------------------------- | ------------ |
| 1.  | «Die verdammte Hungersnot» | 4:07         |
| 2.  | «Karve»                    | 5:33         |
| 3.  | «Die berüchtiges Bande»    | 3:55         |
| 4.  | «Gjetord»                  | 5:44         |
| 5.  | «Der Sündenbock Gegalte»   | 3:27         |
| 6.  | «Korstog»                  | 3:56         |
| 7.  | «Undermålere»              | 4:09         |
| 8.  | «Jevnes med Jorden»        | 4:22         |
| 9.  | «En gammel Trollsti»       | 5:03         |
| 10. | «Epilog »                  | 4:54         |

## Над альбомом работали

### Участники группы
- Manskow — Accordion, Banjo
- Per Spelemann — Guitars
- Psychotroll — Bass
- Trollbank — Drums
- Mr. Seidel — Guitars
- Trollmannen — Vocals

### Прочие
- Marius Strand — Mixing
- Jonas Darnell — Artwork